# Jerry Pender
Jerry Lee Pender (12 febbraio 1950) è un ex cestista statunitense, professionista nella ABA.

## Carriera
Venne selezionato dai Chicago Bulls al settimo giro del Draft NBA 1972 (112ª scelta assoluta).